# Nürburgring Langstrecken-Serie

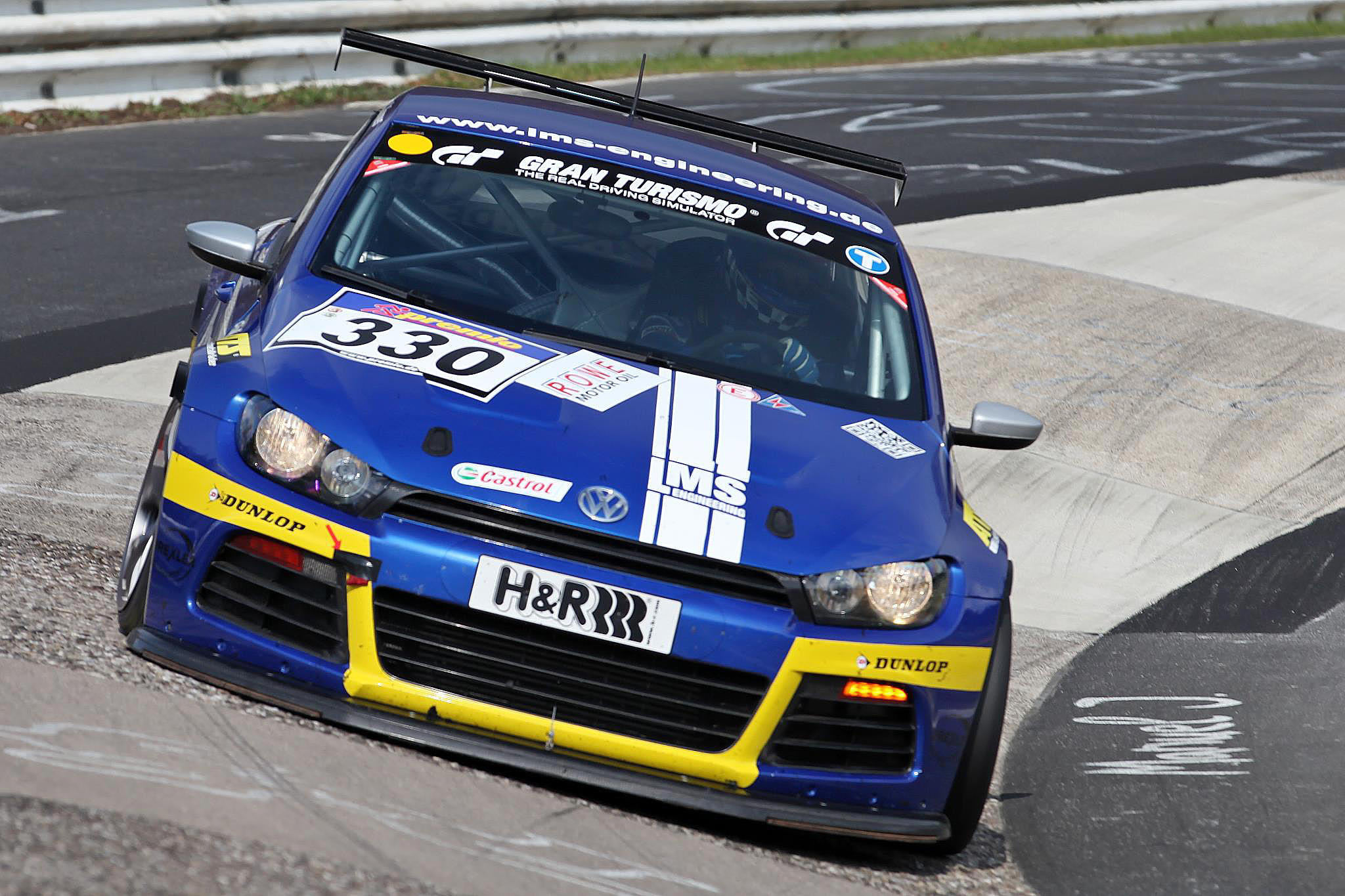
Ulrich Andree, Dominik Brinkmann und Christian Krognes gewannen den VLN-Titel 2012

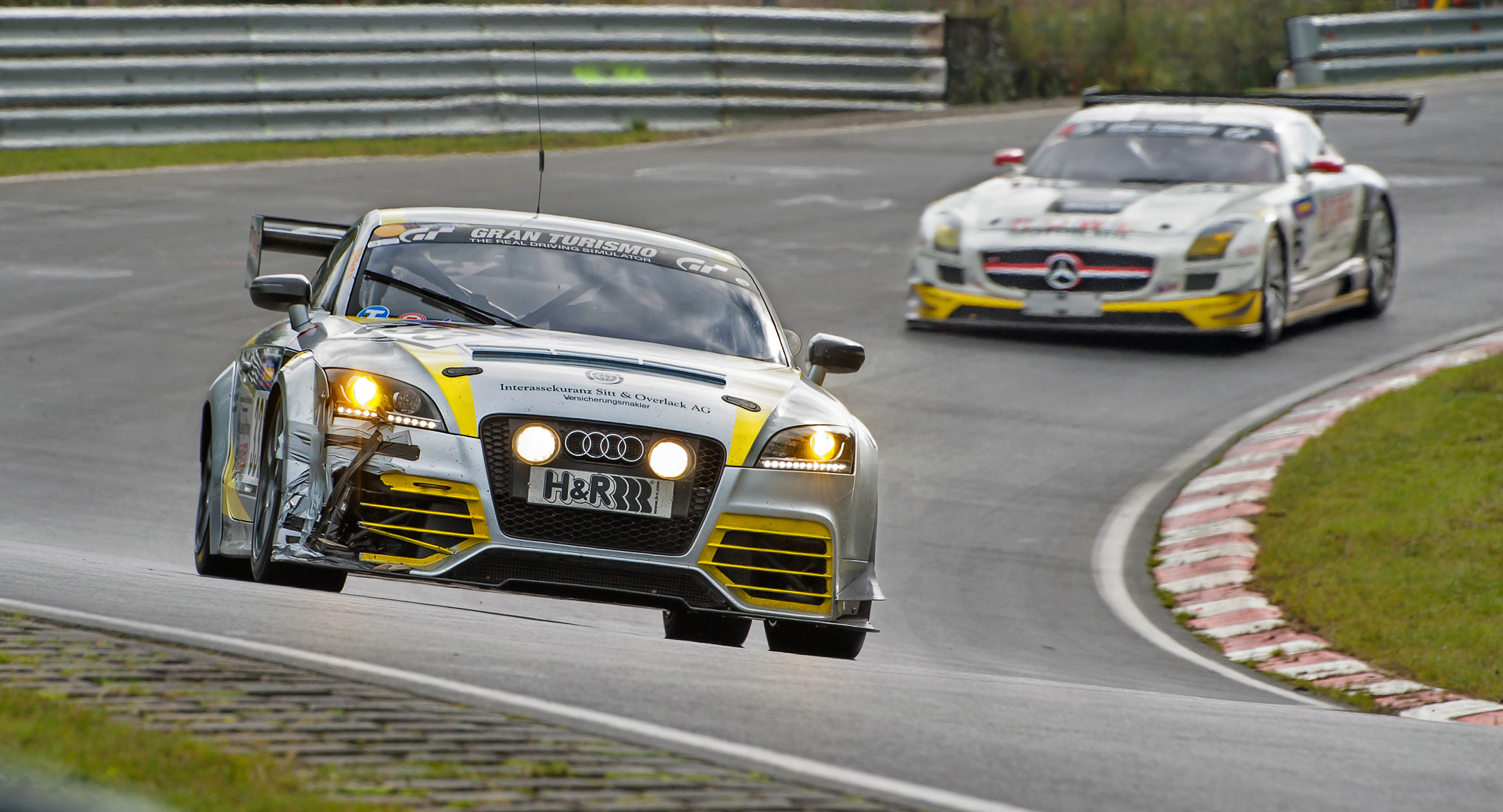
Audi TT bei der VLN-Serie auf dem Nürburgring

Die Nürburgring Langstrecken-Serie ist eine Breitensport-Rennserie und wird seit dem Jahr 1977 auf der Nürburgring-Nordschleife ausgetragen. Bis 2000 lief sie unter der Bezeichnung Langstreckenpokal und bis 2019 unter der Bezeichnung VLN Langstreckenmeisterschaft Nürburgring. Fahrer unterschiedlichster Fahrzeuge – vom serienmäßigen Auto bis zum reinrassigen Rennfahrzeug – treten in verschiedenen Klassen gegeneinander an. Die Rennen dauern vier bzw. sechs Stunden und finden aktuell auf der Nordschleife in Verbindung mit der Sprintstrecke (Kurzanbindung) des Grand-Prix-Kurses statt. Im Schnitt sind bei einem Rennen mehr als 175 Fahrzeuge am Start, die in der Regel von mehreren Fahrern pilotiert werden, die sich am Steuer abwechseln. Ausgewählte Events der VLN zählten 2010 und 2011 zusätzlich zur Deutschen GT-Meisterschaft für GT3-Fahrzeuge. Seit 2020 werden die Rennen unter dem Namen Nürburgring Langstrecken-Serie (NLS) weitergeführt, die weiterhin von der VLN organisiert werden.

## Veranstalter
| Club                                   | Rennen                                  | Distanz   |
| -------------------------------------- | --------------------------------------- | --------- |
| ADAC-Westfalen e. V.                   | ADAC Westfalenfahrt                     | 4 Stunden |
| Renngemeinschaft Düren e. V. DMV       | DMV 4-Stunden-Rennen                    | 4 Stunden |
| AC Altkreis Schwelm e. V. im ADAC      | ADAC ACAS H&R-Cup                       | 4 Stunden |
| MSC Adenau e. V. im ADAC               | Adenauer ADAC Simfy Trophy              | 4 Stunden |
| Dortmunder MC e. V. im ADAC            | ADAC Reinoldus-Langstreckenrennen       | 4 Stunden |
| Rheydter Club für Motorsport e. V. DMV | RCM DMV Grenzlandrennen                 | 4 Stunden |
| MSC Ruhr-Blitz Bochum e. V. im ADAC    | Opel 6h ADAC Ruhr-Pokal-Rennen          | 6 Stunden |
| MSC Sinzig e. V. im ADAC               | ADAC Barbarossapreis                    | 4 Stunden |
| AC Monheim e. V. DMV                   | ROWE DMV 250-Meilen-Rennen              | 4 Stunden |
| MSC Münster e. V. DMV                  | DMV Münsterlandpokal („Schinkenrennen“) | 4 Stunden |

Der Begriff VLN bedeutet Veranstaltergemeinschaft Langstreckenmeisterschaft Nürburgring. Die Clubs der Veranstaltergemeinschaft schreiben die „VLN Langstreckenmeisterschaft Nürburgring“ im Automobilsport aus. Bis 2015 wurden 39 Saisons ausgetragen.
Die Langstreckenmeisterschaft Nürburgring bezeichnet sich als erfolgreichste Breitensportserie Europas. Tatsächlich findet inzwischen schon eine Art Export statt, denn nach dem 24-Stunden-Rennen von Dubai wurde 2006 auch einmalig in Bahrain ein 24-Stunden-Rennen veranstaltet. Federführend war dort der MSC Ruhr-Blitz Bochum.
Das vom ADAC Nordrhein ausgerichtete 24-Stunden-Rennen auf dem Nürburgring zählt derzeit nicht zur Langstreckenmeisterschaft Nürburgring, die Veranstalter kooperieren jedoch.

## Namensgebung
Diese Clubs veranstalten die lange Jahre als „Veedol Langstreckenpokal“ bekannte Serie von Langstreckenrennen für Tourenwagen auf der Nordschleife des Nürburgrings. Das V in VLN wurde früher oft mit den langjährigen Sponsoren Valvoline bzw. später Veedol in Verbindung gebracht, bevor von 2001 bis 2009 der Reifenhersteller BFGoodrich Namensgeber wurde. Zudem wurde 2001 der Serie vom Deutschen Motor Sport Bund der Status einer Meisterschaft verliehen. Die Serie hieß forthin „BFGoodrich Langstreckenmeisterschaft Nürburgring“ (BFGLM), ab 2010 „VLN Langstreckenmeisterschaft Nürburgring“. Zur Saison 2020 wurde das Championat erneut umbenannt. Um die Einzigartigkeit der Rennserie zu unterstreichen, entschied man sich für den Namen Nürburgring Langstrecken-Serie.

## Rennformat

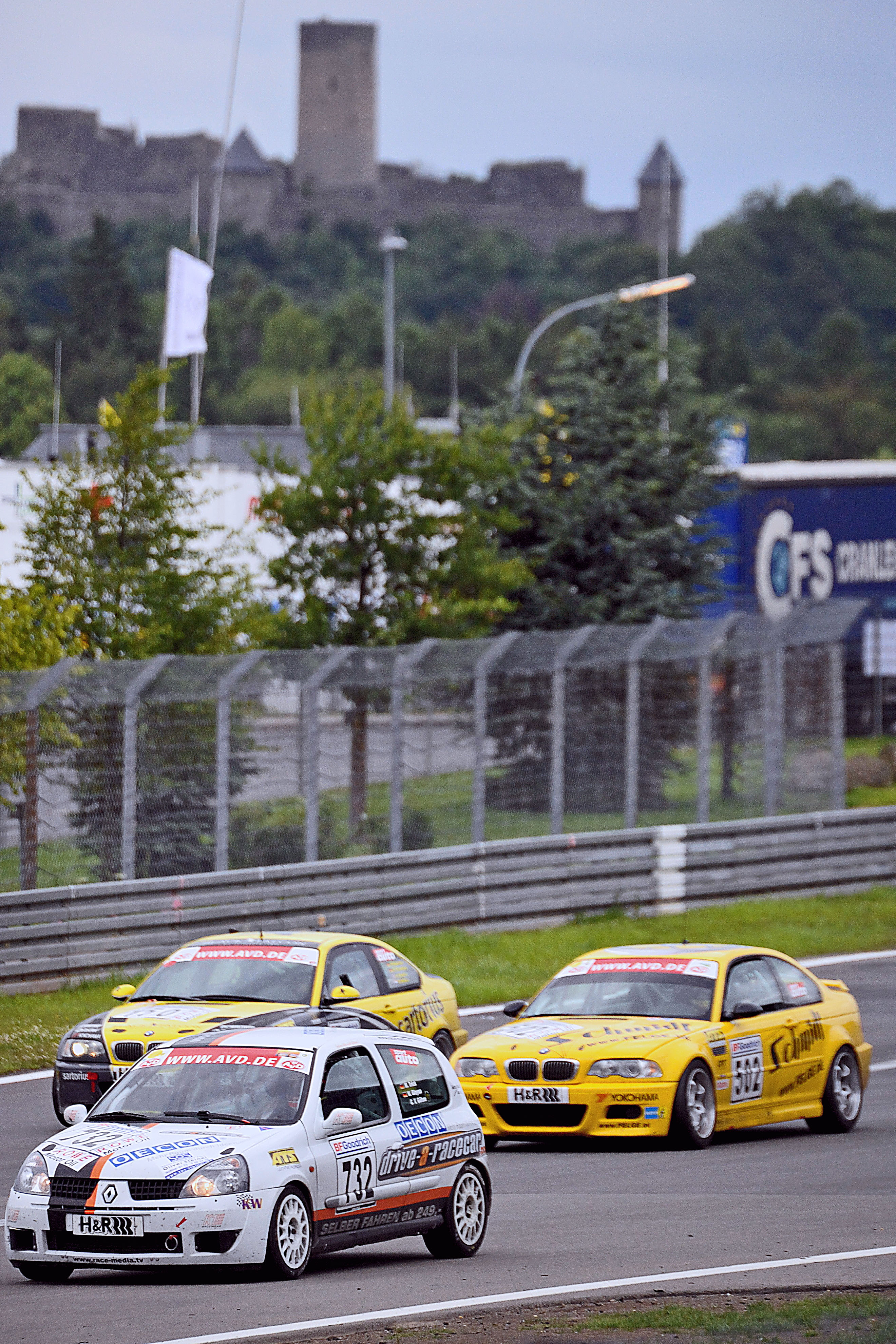
Austragungsort der Rennen ist der Nürburgring

Eine Rennrunde ist 24,358 km lang und besteht aus der Sprintstrecke mit Mercedes-Arena und Motorrad-Schikane des Grand-Prix-Kurses sowie der Nordschleife. Die Zeitdistanzen sind unterschiedlich: Bis 2016 wurden insgesamt zehn Rennen ausgetragen, nach dem Austritt des AC Monheim aus der Veranstaltergemeinschaft reduzierte sich die Anzahl auf derzeit neun, von denen acht über vier Stunden gehen, während der traditionelle Saisonhöhepunkt, das 6h ADAC Ruhr-Pokal-Rennen, sechs Stunden dauert.
Historisch bedingt haben einige Rennen Bezeichnungen, die mit der tatsächlichen Renndistanz kaum noch etwas zu tun haben, so etwa das 250-Meilen-Rennen. Auch das 4-Stunden-Rennen wurde teilweise nur über die kürzeste Zeitspanne von 3,5 Stunden angesetzt, die inzwischen zugunsten einer fast einheitlichen Länge von vier Stunden kaum noch ausgefahren wird. Ausnahmen sind Veranstaltungen, bei denen zwischen Training und Rennen eine Gastserie ein kurzes Rennen durchführt, sowie natürlich das seit 1993 durchgeführte 6-Stunden-Rennen.
Die meisten Fans beobachten die Rennen an der Nordschleife. Um zu bestimmten Streckenabschnitten zu gelangen, muss teilweise einige Meter gewandert werden. Denn mehrere Streckenabschnitte, darunter „Schwedenkreuz“, „Adenauer Forst“, „Karussell“ und „Wippermann“, sind zum Teil einige hundert Meter von der nächsten Hauptstraße entfernt. Gut zu erreichen und stets gut besucht hingegen sind z. B. „Breidscheid“, „Brünnchen“ und „Pflanzgarten“. An der gesamten Nordschleife muss kein Eintrittspreis bezahlt werden. Nur für das Fahrerlager und die geöffneten Tribünen am Grand-Prix-Kurs des Nürburgrings sind Tickets zum Preis von 25 Euro (Stand 2025) erforderlich.

## Wertungssystem
Das Wertungssystem der Meisterschaft berücksichtigt die Anzahl der Starter in der jeweiligen Wertungsklasse. Es gab in der Saison 2009 33 Fahrzeugklassen, verteilt auf vier Fahrzeugarten, die „Division“ genannt werden. Je mehr Fahrzeuge in einer Klasse am Start sind, desto mehr Punkte können Sieger und Platzierte gewinnen. Deshalb gewinnt nicht automatisch das stärkste Auto am Ende der Saison den Meistertitel, sondern in der Regel das Fahrzeug, das sich in der Klasse mit den meisten Startern am häufigsten vorne platzieren konnte.
Für den Klassensieger werden fast zehn Punkte berechnet, für den Letztplatzierten fast keine Punkte. Ausgeschiedene bekommen keine Punkte. Die Formel lautet Punkte= 10*(Starter +0,5 – Platzierung)/Starter, es wird auf zwei Stellen gerundet. Ein einzelnes Fahrzeug erzielt somit 5,00 Punkte, bei zwei Startern werden 7,5 und 2,5 Punkte verteilt, bei fünfen sind es 9, 7, 5, 3 und 1 Punkt. Bei zehn Wagen in der Klasse bekommt der Sieger 9,5 Punkte, bei Zwanzig sind es 9,75. Bei hundert Fahrzeugen in einer Klasse, bekommt der Sieger 9,95 Punkte.
Ein Rennen gilt grundsätzlich als Wertungslauf, sobald es gestartet wurde. Finden alle neun Läufe statt, dann gibt es in der Meisterschaftswertung zwei Streichresultate, somit werden die besten sieben der neun Läufe gewertet. Fällt dagegen ein Rennen aus (was insbesondere bei der ersten und letzten Veranstaltung des Jahres witterungsbedingt vorkommen kann), so gibt es nur ein Streichergebnis. Fast immer stellen die preisgünstigen seriennahen Klassen unter zwei Liter Hubraum die Meister, da dort aufgrund der hohen Teilnehmerzahlen die meisten Punkte vergeben werden, und auch noch ein zweiter Platz bei 18 Startern soviel Punkte einbringt wie ein Sieg bei sechs Startern.

## Fahrzeuge
An einem Rennen nehmen weit über 100 Fahrzeuge von etwa 30 verschiedenen Herstellern gleichzeitig teil. Zur gerechten Bewertung sind diese in vier Gruppen mit jeweils mehreren Unterklassen sowie drei eigenständigen Klassen eingeteilt. Abhängig von der Klasse benötigen die Fahrer für die Teilnahme an den Rennen das DMSB-Permit-Nordschleife (DPN) des Deutschen Motor Sport Bundes in der Stufe A oder B.

### VLN-Produktionswagen
In den sieben Klassen sind seriennahe Fahrzeuge mit serienmäßigen Motoren eingestuft. Neben sicherheitstechnischen Anpassungen für den Rennbetrieb, sind nur minimale Modifikationen erlaubt.
| Klasse     | Beschreibung                      | Lizenz |
| ---------- | --------------------------------- | ------ |
| VT1        | bis 1.620 cm³ Hubraum mit Turbo   | DPN B  |
| V3 / (VT2) | bis 2.000 cm³ Hubraum (mit Turbo) | DPN B  |
| V4         | bis 2.500 cm³ Hubraum             | DPN B  |
| V5 / (VT3) | bis 3.000 cm³ Hubraum (mit Turbo) | DPN B  |
| V6         | bis 3.500 cm³ Hubraum             | DPN B  |

### 24h-Spezial
Diese Kategorie besteht hauptsächlich aus offenen Klassen, um ein möglichst breites Teilnehmerfeld zu ermöglichen.
| Klasse         | Beschreibung                      | Lizenz | Lizenz  |
| -------------- | --------------------------------- | ------ | ------- |
| SP2 / (SP2T)   | bis 1.750 cm³ Hubraum (mit Turbo) | DPN B  | (DPN A) |
| SP3 / (SP3T)   | bis 2.000 cm³ Hubraum (mit Turbo) | DPN B  | (DPN A) |
| SP4 / (SP4T)   | bis 2.500 cm³ Hubraum (mit Turbo) | DPN B  | (DPN A) |
| SP5            | bis 3.000 cm³ Hubraum             | DPN A  | DPN A   |
| SP6 1          | bis 3.500 cm³ Hubraum             | DPN A  | DPN A   |
| SP7 1          | bis 4.000 cm³ Hubraum             | DPN A  | DPN A   |
| SP8 1 / (SP8T) | bis 4.000 cm³ Hubraum (mit Turbo) | DPN A  | (DPN A) |
| SP9            | FIA GT3-Fahrzeuge                 | DPN A  | DPN A   |
| SP-Pro 2       | über 3.000 cm³                    | DPN A  | DPN A   |
| SP10           | SRO GT4-Fahrzeuge                 | DPN A  | DPN A   |
| SP-X 3         | Sonderfahrzeuge                   | DPN A  | DPN A   |

### Klasse AT
Die frühere Klasse SP-AT für Fahrzeuge mit alternativen Antrieben wurde aus der Spezial-Gruppe herausgelöst und ist nun bezüglich der notwendigen Lizenz in zwei Leistungsstufen unterteilt.
| Klasse    | Beschreibung                                  | Lizenz |
| --------- | --------------------------------------------- | ------ |
| Klasse AT | Leistungsgewicht über 4,2 kg/PS (5,71 kg/kW)  | DPN B  |
| Klasse AT | Leistungsgewicht unter 4,2 kg/PS (5,71 kg/kW) | DPN A  |

### CUP-Klassen
Hier treten Rennwagen aus modellspezifischen Rennserien jeweils gegeneinander an. Mit Ausnahme von Cup 2 können die Cup-Fahrzeuge bei reduzierter Leistung auch mit der niedrigeren Lizenz DPN B gefahren werden. Dabei gilt die gleiche Leistungsgrenze wie in der Klasse AT.
| Klasse | Beschreibung                        | Lizenz       |
| ------ | ----------------------------------- | ------------ |
| Cup 2  | Porsche Carrera Cup                 | DPN A        |
| Cup 3  | Cayman GT4 Trophy by Manthey-Racing | DPN A oder B |
| Cup 5  | BMW M2 CS Racing Cup                | DPN A oder B |
| Cup X  | KTM X-Bow Cup by Michelin           | DPN A oder B |

### Einzelklassen
| Klasse           | Beschreibung     | Lizenz |
| ---------------- | ---------------- | ------ |
| Klasse TCR       | TCR-Fahrzeuge    | DPN A  |
| Klasse OPC       | Opel Astra OPC   | DPN B  |
| Klasse BMW M240i | BMW M240i Racing | DPN B  |

### Gruppe H
Die letzten beiden Klassen sind für ältere Rennfahrzeuge bis einschließlich Baujahr 2009.
| Klasse     | Beschreibung          | Lizenz |
| ---------- | --------------------- | ------ |
| Gruppe H 2 | bis 2.000 cm³ Hubraum | DPN B  |
| Gruppe H 4 | bis 6.250 cm³ Hubraum | DPN A  |

## Meister
| Jahr | Fahrer                                                | Team                                        | Fahrzeug                      |
| ---- | ----------------------------------------------------- | ------------------------------------------- | ----------------------------- |
| 1977 | Ernst Thierfelder                                     | ETH Tuning                                  | Simca Rallye                  |
| 1978 | Hans Weisgerber                                       | MSTC Erbach                                 | BMW 2002                      |
| 1979 | Wolfgang Kudrass / Norbert Schiffbauer                | Veytal Tuning                               | Audi 50                       |
| 1980 | Johannes Scheid                                       | Scheid Motorsport                           | Autobianchi A112 Abarth 70 HP |
| 1981 | Johannes Scheid / Reinhold Köster                     | Scheid Motorsport                           | Fiat 127 Sport                |
| 1982 | Arno Wester / Walter Jirak                            | Tannenkamp Motorsport                       | VW Golf GTI                   |
| 1983 | Karl-Heinz Schäfer                                    | Mich Tuning                                 | Opel Kadett GT/E              |
| 1984 | Heinrich Sprungmann / Dierk Meyer                     | VAG Sprungmann Essen                        | VW Golf GTI                   |
| 1985 | Karl-Heinz Kuhlendahl                                 | Nothelle Motorsport                         | VW Scirocco                   |
| 1986 | Herbert Kummle                                        | Pontus Racing                               | Ford Escort RS 2000           |
| 1987 | Ludwig Nett / Jürgen Nett                             | Nett Tuning                                 | Peugeot 205                   |
| 1988 | Wolfgang Schrey / Günter Schrey                       | Team Matter Sicherheit                      | Mercedes-Benz 190 E 2.3-16    |
| 1989 | Lutz-Wilhelm Höhl                                     | Veytal Tuning                               | VW Polo Coupé                 |
| 1990 | Heinz-Otto Fritzsche / Jürgen Fritzsche               | Mantzel Tuning                              | Opel Kadett GSi               |
| 1991 | Heinz-Otto Fritzsche / Jürgen Fritzsche               | Mantzel Tuning                              | Opel Kadett GSi               |
| 1992 | Dirk Adorf / Guido Thierfelder                        | ETH Tuning                                  | Citroën AX Sport              |
| 1993 | Heinz-Otto Fritzsche / Roland Senge                   | Kissling Motorsport                         | Opel Astra F GSi              |
| 1994 | Johannes Scheid / Hans Widmann                        | Scheid Motorsport                           | BMW M3 (E30)                  |
| 1995 | Johannes Scheid / Hans Widmann                        | Scheid Motorsport                           | BMW M3 (E30)                  |
| 1996 | Dirk Adorf / Thomas Winkelhock                        | Mühlner Motorsport                          | Opel Astra F GSi              |
| 1997 | Dirk Adorf / Heinz-Josef Bermes                       | Mühlner Motorsport                          | Opel Astra F GSi              |
| 1998 | Johannes Scheid / Sabine Reck                         | Scheid Motorsport                           | BMW M3 (E36)                  |
| 1999 | Peter Zakowski / Hans-Jürgen Tiemann                  | Zakspeed                                    | Chrysler Viper GTS-R          |
| 2000 | Jens Lührsen / Uwe Unteroberdörster                   | Fleper Motorsport                           | Suzuki Swift GTi              |
| 2001 | Klaus-Peter Thaler / Heinz Remmen                     | Kissling Motorsport                         | Opel Astra F GSi              |
| 2002 | Mario Merten                                          | Bonk Motorsport                             | BMW 318is (E36)               |
| 2003 | Heinz-Otto Fritzsche / Jürgen Fritzsche               | Kissling Motorsport                         | Opel Corsa C                  |
| 2004 | Arnd Meier / René Wolff                               | SAX Racing                                  | BMW 318ti compact (E36)       |
| 2005 | Claudia Hürtgen                                       | Schubert Motors                             | BMW 320i (E46)                |
| 2006 | Mario Merten / Wolf Silvester                         | Bonk Motorsport                             | BMW 318is (E36)               |
| 2007 | Heinz-Otto Fritzsche / Jürgen Fritzsche / Marco Wolf  | Kissling Motorsport                         | Opel Astra GTC                |
| 2008 | Alexander Böhm / Matthias Unger                       | Black Falcon                                | BMW 325i (E90)                |
| 2009 | Alexander Böhm / Christer Jöns / Seán Paul Breslin    | Black Falcon                                | BMW 325i (E90)                |
| 2010 | Mario Merten / Wolf Silvester                         | Bonk Motorsport                             | BMW Z4 (E86) 3.0si            |
| 2011 | Carsten Knechtges / Manuel Metzger / Tim Scheerbarth  | Black Falcon                                | BMW Z4 (E86) 3.0si            |
| 2012 | Ulrich Andree / Dominik Brinkmann / Christian Krognes | LMS Engineering                             | VW Scirocco GT24              |
| 2013 | Dirk Groneck / Tim Groneck                            | Groneck Motorsport                          | Renault Clio                  |
| 2014 | Rolf Derscheid / Michael Flehmer                      | Team Derscheid Motorsport                   | BMW 325i (E90)                |
| 2015 | Dirk Groneck / Tim Groneck                            | Groneck Motorsport                          | Renault Clio Cup              |
| 2016 | Alexander Mies / Michael Schrey                       | Bonk-Motorsport                             | BMW M235i Racing Cup          |
| 2017 | Michael Schrey                                        | Bonk-Motorsport                             | BMW M235i Racing Cup          |
| 2018 | Philipp Leisen / Christopher Rink / Danny Brink       | Pixum Team Adrenalin Motorsport             | BMW 325i (E90)                |
| 2019 | Yannick Fübrich / David Griessner                     | Pixum Team Adrenalin Motorsport             | BMW M240i Racing Cup          |
| 2020 | Philipp Leisen / Christopher Rink / Danny Brink       | Pixum Team Adrenalin Motorsport             | BMW 325i                      |
| 2021 | Philipp Leisen / Danny Brink                          | Pixum Team Adrenalin Motorsport             | BMW 325i                      |
| 2022 | Oskar Sandberg / Sindre Setsaas / Daniel Zils         | Adrenalin Motorsport Team Alzner Automotive | BMW 330i                      |
| 2023 | Philipp Leisen / Oskar Sandberg / Daniel Zils         | Adrenalin Motorsport Team Motec             | BMW 330i                      |
| 2024 | Toby Goodman / Sven Markert / Ranko Mijatovic         | Adrenalin Motorsport Team Mainhatten Wheels | BMW 240i Racing Cup           |

## Statistiken

### Fahrer mit den meisten Gesamtsiegen
| Platz | Fahrer              | Siege |
| ----- | ------------------- | ----- |
| 1     | Olaf Manthey        | 30    |
| 2     | Jürgen Alzen        | 29    |
|       | Ulrich Richter      | 28    |
| 4     | Marc Basseng        | 26    |
|       | Arno Klasen         | 26    |
| 6     | Edgar Dören         | 24    |
| 7     | Peter Zakowski      | 22    |
| 8     | Hans-Jürgen Tiemann | 21    |
| 9     | Marcel Tiemann      | 19    |
| 10    | Frank Stippler      | 15    |
| 11    | Marc Lieb           | 13    |
|       | Uwe Alzen           | 13    |
| 13    | Otto Altenbach      | 12    |
|       | Jürgen Oppermann    | 12    |
|       | Jürgen Lässig       | 12    |
|       | Axel Felder         | 11    |
| 17    | Timo Bernhard       | 10    |
|       | Lucas Luhr          | 10    |
|       | Dieter Gartmann     | 10    |

### Gesamtsiege der Konstrukteure
| Siege | Konstrukteur  |
| ----- | ------------- |
| 62    | Mercedes      |
| 54    | BMW           |
| 30    | Ford          |
| 30    | Audi          |
| 21    | Opel          |
| 17    | Chrysler      |
| 3     | Alfa Romeo    |
| 3     | V8Star-Jaguar |
| 2     | Porsche       |
| 2     | Ferrari       |
| 1     | Lexus         |
| 1     | Aston Martin  |
| 1     | Toyota        |

### Meister der Konstrukteure
| Siege | Konstrukteur | Jahr                                                                |
| ----- | ------------ | ------------------------------------------------------------------- |
| 19    | BMW          | 1978, 1994, 1995, 1998, 2002, 2004–2006, 2008–2011, 2014, 2016–2022 |
| 9     | Opel         | 1983, 1990, 1991, 1993, 1996, 1997, 2001, 2003, 2007                |
| 5     | Volkswagen   | 1982, 1984, 1985, 1989, 2012                                        |
| 2     | Renault      | 2013, 2015                                                          |
| 1     | Simca        | 1977                                                                |
| 1     | Audi         | 1979                                                                |
| 1     | Autobianchi  | 1980                                                                |
| 1     | Fiat         | 1981                                                                |
| 1     | Ford         | 1986                                                                |
| 1     | Peugeot      | 1987                                                                |
| 1     | Mercedes     | 1988                                                                |
| 1     | Citroën      | 1992                                                                |
| 1     | Chrysler     | 1999                                                                |
| 1     | Suzuki       | 2000                                                                |

## Explosion vom 2. August 2024
Am Freitag, dem 2. August 2024, ereignete sich im Vorfeld des 6-Stunden-Rennens der Nürburgring Langstrecken-Serie (NLS4), dem ADAC Ruhr-Pokal-Rennen, eine schwere Explosion im Fahrerlager des Nürburgrings. Dabei wurden insgesamt 22 Personen verletzt, darunter eine Person mit schwersten Verletzungen, drei mit schweren Verletzungen und 18 mit leichten Verletzungen, darunter Knalltraumata. Die Verletzten wurden umgehend von Rettungskräften versorgt und in nahegelegene Krankenhäuser transportiert, teils mit Rettungshubschraubern.
Die Explosion ereignete sich gegen 18:25 Uhr während der Schlussphase der Einstellfahrten, die als Vorbereitung für das bevorstehende Rennen dienten. Die betroffene Box 27 war zum Zeitpunkt des Vorfalls dem Team Smyrlis Racing zugewiesen. Die Explosion wurde durch eine Druckluftflasche verursacht, die für das Anheben und Absenken von Fahrzeugen während Boxenstopps verwendet wurde.
Trotz des Vorfalls entschieden sich die Veranstalter, das Rennen am nächsten Tag wie geplant stattfinden zu lassen. Den Teams und Fahrern wurde freigestellt, ob sie teilnehmen möchten. Acht Teams verzichteten auf die Teilnahme, während der Großteil der 121 angemeldeten Teams am Rennen teilnahm.
Nach dem Vorfall wurden Sicherheitsmaßnahmen verstärkt und eine Spendenaktion ins Leben gerufen, um den betroffenen Personen zu helfen. Die genauen Ergebnisse der Ermittlungen und etwaige Änderungen der Sicherheitsbestimmungen standen zum Zeitpunkt des Vorfalls noch aus.
Dieser Vorfall führte zu einer verstärkten Sensibilisierung für die Sicherheit im Motorsportumfeld, indem die Veranstalter nachdrücklich die Teams auf die bestehenden Handlungsanweisungen im Umgang mit Druckluftbehältern hinwiesen und zu einer Überprüfung der bestehenden Sicherheitsvorkehrungen.